# Kirkor Kirkorow
Kirkor Michailow Kirkorow, bulgarisch Киркор Михайлов Киркоров Kirkor Mikhaylov Kirkorov (* 4. März 1968 in Warna) ist ein ehemaliger bulgarischer Boxer. Er entstammt einer Roma-Familie.

## Amateurkarriere
Der ca. 1,75 m große Rechtsausleger wurde mehrfacher bulgarischer Meister und gewann bereits 1986 die Silbermedaille im Bantamgewicht (bis 54 kg) bei den Junioren-Europameisterschaften in Kopenhagen. Er war dabei im Finale Diego Drumm aus der DDR (0:5) unterlegen, nachdem er zuvor László Bognár aus Ungarn (5:0) und Vahdettin İşsever aus der Türkei (5:0) besiegt hatte. 1988 startete er erstmals bei den Olympischen Sommerspielen in Seoul, wo er nun in der ersten Turnierrunde Diego Drumm (5:0) besiegte und durch einen kampflosen Sieg (Walkover des Kanadiers Jamie Pagendam) in der zweiten Turnierrunde ins Achtelfinale einzog. Dort musste er sich dem Südkoreaner Lee Jae-hyuk (0:5) geschlagen geben und erreichte somit Platz 9.
Schon im Juni 1989 setzte er sich bei den Europameisterschaften in Athen gegen Djamel Lifa aus Frankreich (5:0), Peter Jacobsson aus Schweden (5:0), Sandro Casamonica aus Italien (5:0) und Marco Rudolph aus der DDR (5:0) durch und gewann die Goldmedaille im Federgewicht (bis 57 kg). Daraufhin startete er vier Monate später bei den Weltmeisterschaften in Moskau, wo er durch Siege gegen Feyzullah Aydaş aus der Türkei (5:0), Felix Losada Garcia aus Spanien (27:4), Abdelhak Achik aus Marokko (18:12) und Jamie Nicholson aus Australien (17:4) das Finale erreichte, wo er schließlich gegen Ajrat Chamatow aus der Sowjetunion (t.K.o.) ausschied.
Im Juli 1990 schied er im Viertelfinale der Goodwill Games in Seattle gegen den Amerikaner Ivan Robinson nach Punkten aus, gewann jedoch im November 1991 die Weltmeisterschaften in Sydney. Er hatte sich dabei im Federgewicht gegen Zoltán Kalocsai aus Ungarn (23:4), Djamel Lifa aus Frankreich (26:9), Paul Griffin aus Irland (11:6), Hocine Soltani aus Algerien (13:11) und Park Duk-Kyu aus Südkorea (+14:14) durchgesetzt. Als amtierender Weltmeister startete er daraufhin im Juli 1992 bei den Olympischen Sommerspielen in Barcelona, unterlag jedoch im bereits ersten Duell gegen Andreas Tews (5:9) aus Deutschland.
Im September 1992 nahm er noch an den Militärweltmeisterschaften in Aarhus teil. Nach Siegen gegen Kim Myung-jong aus Südkorea (9:5) und Somluck Kamsing aus Thailand (11:7) war er ins Finale eingezogen, wo er gegen den Amerikaner Julian Wheeler (4:5) ausschied.

## Profikarriere
1993 wechselte er ins Profilager und gewann 20 Kämpfe in Folge. Dabei wurde er Bulgarischer Meister im Federgewicht, Superbantamgewicht sowie Superfedergewicht und besiegte auch den Ex-Europameister Martin Krastew (Bilanz: 22-5). Daraufhin boxte er am 18. Juni 1999 in Vejle um die EBU-Europameisterschaft im Superfedergewicht, unterlag jedoch dem ungeschlagenen dänischen Titelträger Dennis Holbæk Pedersen (33-0) nach Punkten. Auch beim Kampf um die Internationale WBC-Meisterschaft am 25. März 2000 in Białystok, musste er sich durch t.K.o. gegen Tontscho Tontschew (19-0) geschlagen geben.
Beim Kampf um die WBU-Weltmeisterschaft am 14. September 2002 in London, verlor er durch t.K.o. in der siebenten Runde gegen Kevin Lear (13-0). Eine weitere Niederlage erlitt er am 21. Februar 2004 in Tapolca nach Punkten gegen János Nagy (15-0). In dem Kampf ging es um die Interkontinentalen Meistertitel der WBA und WBO. Einen letzten Titelkampf bestritt er am 13. Mai 2006 in London. Er musste dabei beim Kampf um den Interkontinentalen Meistertitel der IBF eine vorzeitige Niederlage gegen Kevin Mitchell (18-0) hinnehmen.
Zu seinen weiteren Gegnern zählten unter anderem Vitali Tajbert (8-0), Devis Boschiero (17-0), Nicky Cook (27-1) und Artur Grigorian (37-1). 2010 beendete er seine Profikarriere mit 29 Siegen und 27 Niederlagen.